# 5D/Брорзена
Комета Брорзена (5D/Brorsen) відкрита 26 лютого 1846 року данським астрономом Теодором Брорзеном, за день до проходження перигелію. Незабаром після відкриття комета досягла перигею (пройшла на відстані 78 млн. км від Землі). Зважаючи на це видимий розмір коми зростав і за оцінками Йогана Фрідріха Юліуса Шмідта 9 березня становив 3...4 мінути, а вже 22 березня — близько 9 мінут (прим.: видимий діаметр диска Місяця становить 30 мінут). Востаннє в те повернення (1846 року) комету бачили 22 квітня за 20 градусів від Полярної зірки. За спостереженнями того року було встановлено, що період обертання комети навколо Сонця становить 5,5 років, і те, що на спостережувану орбіту комета Брорзена потрапила завдяки зближенню з Юпітером у 1842 році.
Під час наступного повернення в 1851 році комету не було виявлено через її велике віддалення від Землі (близько 220 млн км). До того часу орбіта комети ще не була обчислена досить добре, а в 1854 році ситуацію ще погіршило чергове зближення з Юпітером. 18 березня 1857 року комету як нову відкрив Карл Християн Брунс, але незабаром було встановлено, що це не нова комета, а бачена в 1846 році комета Брорзена. За цим поверненням за кометою стежили аж до червня 1857 року.
Комету було втрачено в 1862 році і знову знайдено в 1868. Таке тісне зближення з Юпітером дещо зменшило період обертання комети і дозволило її спостерігати в 1873 році. Наступне її повернення було самим благополучним, і комета спостерігалася цілих 4 місяці. Побачити знову комету Брорзена не судилося. В 1884 і 1890 цього не вдалося зробити через проблем з умовами спостережень. У наступні повернення в 1895 і 1901 роках всупереч зусиллям комету Брорзена знайти не вдалося.
Наступні серйозні пошуки зниклої комети були зроблені Брайаном Марсденом в 1973 році, коли, згідно обчислень повинні були настати дуже сприятливі умови спостережень. Марсден припускав, що комета не зникла, а втратила яскравість. Проте ніякі пошуки до успіху не привели. Це послужило підставою для занесення комети Брорзена в список втрачених комет, про що свідчить літера «D» в позначенні комети.